# Neophema
Neophema Salvadori, 1891 è un genere di uccelli della famiglia degli Psittaculidi.

## Descrizione
Il genere comprende sei specie la cui colorazione base è verde, arricchito da zone blu, rosse, turchesi, gialle, normalmente lucide, tanto da dare a questi pappagalli degli effetti cromatici unici. Tutte le specie hanno poi in comune il colore del becco, grigio-nero, delle zampe, grigio-rosa, dell'iride, bruna.

## Biologia
Hanno tutti volo elegante e agile, portamento nobile, sono silenziosi e di piccola taglia.
Le abitudini riproduttive sono pressoché identiche, dato che tutti nidificano in alberi cavi dove le femmine depongono 4-6 uova incubate per 18-20 giorni; i piccoli s'involano entro la quinta settimana dalla schiusa e sono generalmente simili alle femmine (o in generale agli adulti, se non c'è dimorfismo sessuale), ma con il piumaggio più smorto.

## Tassonomia
Il genere comprende le seguenti specie:
- Neophema chrysostoma (Kuhl, 1820) - pappagallo aliblu
- Neophema elegans (Gould, 1837) - pappagallo elegante
- Neophema petrophila  (Gould, 1841) - pappagallo di roccia
- Neophema chrysogaster  (Latham, 1790) - pappagallo panciarancia
- Neophema pulchella  (Shaw, 1792) - pappagallo turchese
- Neophema splendida  (Gould, 1841) - pappagallo pettoscarlatto